# Feiz Shamsin
Feiz Bilal Shamsin (arab. ‏فايز بلال شمسين‎, ur. 12 lipca 1992 w Trypolisie) – libański piłkarz grający na pozycji skrzydłowego. Były reprezentant Libanu.

## Kariera klubowa
Wychowanek Hamburgera SV. W sezonie 2008/2009 zaliczył 20 występów dla HSV w Bundeslidze U-17 i strzelił dwa gole. W następnym sezonie grał w Bundeslidze U-19, notując cztery występy.
W sezonie 2010/2011, przeniósł się do lokalnego rywala FC St. Pauli. Został zgłoszony do rozgrywek młodzieżowych oraz zespołu rezerw. 20 kwietnia 2011, w 18. kolejce Oberligi, zagrał swój pierwszy mecz seniorski, kiedy to wszedł na boisko w przerwie, zmieniając na boisku Fousseniego Alassaniego w domowym meczu z Eintrachtem Norderstedt (3:1). Łącznie rozegrał 3 mecze, a rezerwy FC St. Pauli awansowały do Regionalligi.
Z początkiem sezonu 2011/2012 Shamsin przeniósł się do drugiej drużyny Hannoveru 96. Zanotował jedynie 6 występów, dlatego po sezonie rozstał się z klubem.
Na początku września 2012 podpisał kontrakt z Al Egtmaaey SC, występującym w libańskiej Premier League. W nowym klubie zadebiutował 29 września 2012, w 1. kolejce sezonu 2012/2013, kiedy to wyszedł w wyjściowym składzie na mecz wyjazdowy z Al Ahed (1:2). W tym samym meczu, w 57. minucie, zdobył debiutanckiego gola w seniorskiej piłce. W ciągu całego sezonu strzelił jedenaście bramek w 20 meczach, co sprawiło, że był najlepszym strzelcem zespołu i czwartym najlepszym strzelcem w lidze.
Dobry sezon Shamsina, zwrócił na niego uwagę europejskich klubów. 8 września 2013 podpisał kontrakt z rumuńskim pierwszoligowcem Pandurii Târgu Jiu. Pierwszy mecz dla nowego klubu, rozegrał 25 września 2013, w domowym, wygranym 4:0 meczu Pucharu Rumunii, przeciwko Farulowi Konstanca. W tym samym meczu zanotował hat tricka. W lidze zadebiutował 28 września 2013, wychodząc w podstawowym składzie na domowy, przegrany 1:2 mecz 9. kolejki przeciwko Gaz Metan Mediaș. W klubie z Târgu Jiu spędził dwa sezony.
Przez kilka miesięcy od rozstania z Pandurii pozostawał wolnym zawodnikiem. 13 października 2015 wrócił do Al Egtmaaey SC. W lipcu 2016 przeniósł się do lokalnych rywali, klubu Tripoli SC.
26 stycznia 2018 dołączył do omańskiego Saham Club, w którym występował przez 9 miesięcy.
W październiku 2018 przeniósł się na cztery miesiące do Chennai City występującego w I-League, jednak nie wystąpił w żadnym meczu.
W lutym 2019, dołączył do libańskiego Nejmeh SC. W sezonie 2019/2020 zaliczył 2 występy dla klubu, w których zdobył 2 bramki. 19 lutego 2020 rozwiązał kontrakt z klubem, ze względu na zawieszenie rozgrywek przez libańską federację piłkarską.
6 marca 2020 został piłkarzem Bruk-Betu Termaliki Nieciecza.

## Kariera reprezentacyjna
W październiku 2012 Shamsin po raz pierwszy został powołany przez niemieckiego trenera Theo Bückera do libańskiej reprezentacji. 16 października 2012 zadebiutował w reprezentacji narodowej w towarzyskim spotkaniu z Jemenem (2:1), kiedy wszedł do gry w przerwie i strzelił zwycięskiego gola na 2:1 w 62. minucie. 

## Życie prywatne
Urodził się w libańskim Trypolisie. W wieku ośmiu lat rodzina Feiza Shamsina wyemigrowała z Libanu do Niemiec. Dorastał w Hamburgu, w dzielnicy Schnelsen, w północnej części miasta. W marcu 2010, w wieku siedemnastu lat, otrzymał obywatelstwo niemieckie. Mówi płynnie po arabsku i niemiecku.